# Ramfis Trujillo

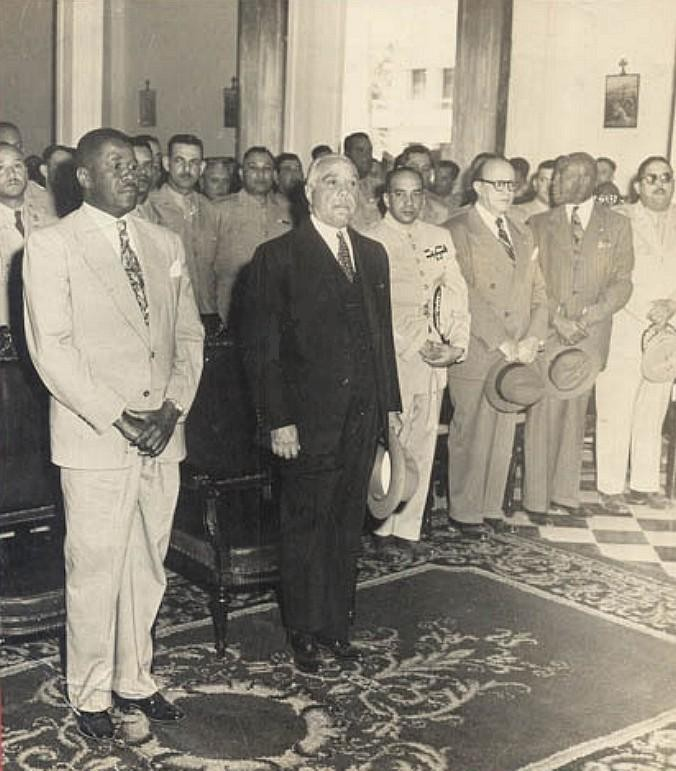
Paul Magloire (z lewej) i Rafael Leonidas Trujillo, pierwszy z lewej od Magloire'a stoi Ramfis Trujillo

Rafael Leonidas Trujillo Martínez, znany jako Ramfis Trujillo (ur. 5 czerwca 1929, zm. 27 grudnia 1969 w Madrycie), generał armii dominikańskiej, syn dyktatora Rafaela Leonidasa Trujillo Moliny.
Był znany z wystawnego trybu życia. Odbył wiele podróży za granicę w towarzystwie zaufanego dyplomaty ojca Porfirio Rubirosy. Po śmierci ojca, skrytobójczo zamordowanego 30 maja 1961, Ramfis powrócił z Rubirosą do Dominikany, po czym przejął po ojcu dyktatorskie rządy, które wykorzystał do rozprawienia się z jego zabójcami. Osobiście nadzorował torturowanie jednego z inicjatorów spisku - generała Pupo Romána, którego pod koniec kaźni zastrzelił. Nie zdołał jednak długo utrzymać się u władzy: w tym samym roku musiał uciekać z kraju wraz z rodziną. Wyjechał do Francji, a w 1962 osiadł na stałe, dzięki azylowi Francisco Franco, w Hiszpanii, zabierając ze sobą 550 milionów dolarów. Część spadku po ojcu ukrył w jego trumnie, jednak marynarka Stanów Zjednoczonych przejęła trumnę i ograbiła ją z kosztowności. Ramfis Trujillo zginął w wypadku samochodowym.